# Kvistgård
Kvistgård – miasto w Danii, w regionie Stołecznym, w gminie Helsingør.
W mieście jest stacja kolejowa Kvistgård.